# شترمار شیرازی
شترمار شیرازی گونه‌ای از مار است که در خاورمیانه و ایران، آسیای میانه و شمال آفریقا زندگی می‌کند. شتر مار از گونه ماران غیر سمی است اما رفتاری مشابه رفتار مارهای سمی دارد که باعث می‌شود آن را با مار جعفری اشتباه بگیرند. شتر مار دارای جثه ای بزرگتر از گونه جعفری است.
شتر مار اغلب در جنوب ایران با رنگ قهوه ای روشن با خال ه‍ای تیره‌تر یافت می‌شود در نواحی بجز استان هرمزگان و خوزستان دارای رنگدانه‌های بیشتر است.